# Cinco Pinos
Cinco Pinos ou San Juan de Cinco Pinos est une municipalité du département de Chinandega, dans le nord-ouest du Nicaragua.

## Géographie
Elle est située à la frontière du Honduras, entre San Pedro del Norte à l'est et Santo Tomás del Norte à l'ouest. Chinandega, la capitale du département, est à 97 km au sud, la capitale du pays, Managua, se trouvant à 229 km au sud.

## Histoire
La ville a été fondée en 1879, à la suite d'une migration d'habitants du Honduras voisin.
Elle compte 6 781 habitants lors du recensement de 2005.
Le saint patron de Cinco Pinos est saint Caralampio, dont la fête a lieu chaque année du 9 au 11 février.